# Боканегра, Хосе Мария
Хосе́ Мари́я Бокане́гра (исп. José María de los Dolores Francisco Germán del Espíritu Santo Bocanegra y Villalpando; 25 мая 1787, Труд-де-ла Трое, Агуаскальентес) — 23 июля 1862, Сан-Анхель, Мексика) — мексиканский юрист, политик, экономист, писатель и иллюстратор, краткое время президент Мексики.

## Детство и учёба
Родился 25 мая в 1787 в имении Труд-де-ла Трое, Агуаскальентес, старшим из четырёх детей.
Его детство прошло в Агуаскальентесе и Гвадалахаре. Он изучал право в Мехико, где он поступил в Сан-Ильдефонсо, Королевский и Папский университет Мексики. В этом университете стал адвокатом, а также экономистом и историком.

## Политическая карьера
В последние годы Новой Испании Боканегра работал в королевском суде и был почётным членом коллегии адвокатов. Он вступил в План-де-Игуала и в январе 1822 был избран заместителем на первом учредительном съезде для оказания помощи в создании Конституции 1824 года.
26 января 1829 был назначен министром внутренних дел и внешних связей. По состоянию на 1 апреля того года, занимал эту должность в правительстве при Висенте Герреро.

## Президент
18 декабря 1829 года Боканегра вступил в должность президента и занимал этот пост 5 дней. В ночь на 22 декабря мексиканские города взбунтовались в пользу Анастасио Бустаманте, и Боканегра ушёл в отставку.

## Последние годы жизни и смерть
Был вновь назначен Антонио Лопесом де Санто-Анной министром иностранных дел и занимал этот пост с 1841 по 1842, 1843 и 1844 годах. Он занимал тот же пост при Николасе Браво и Валентине Каналисо.
В 1844 он ушёл из политики, чтобы посвятить жизнь работе адвоката.
Умер в своем доме в деревне Сан-Анхель 23 июля в 1862 году в возрасте 75 лет. Его останки покоятся в приходской церкви Сан-Анхеля.
Был женат на Марии де Хесус Каррансо, от которой у него было три дочери.

## Список литературы
- Bocanegra, José María. // Enciclopedia de México. — Mexico City, 1996. — ISBN 1-56409-016-7.
- Appendini, Guadalupe. Aguascalientes. 46 personajes en su historia. — México: Gobierno del Estado de Aguascalientes, 1992.
- García Puron, Manuel. México y sus gobernantes. — V. 2. — Mexico City: Joaquín Porrúa, 1984.
- Orozco Linares, Fernando. Gobernantes de México. — Mexico City: Panorama Editorial, 1985. — ISBN 968-38-0260-5.